# Tabula Traiana

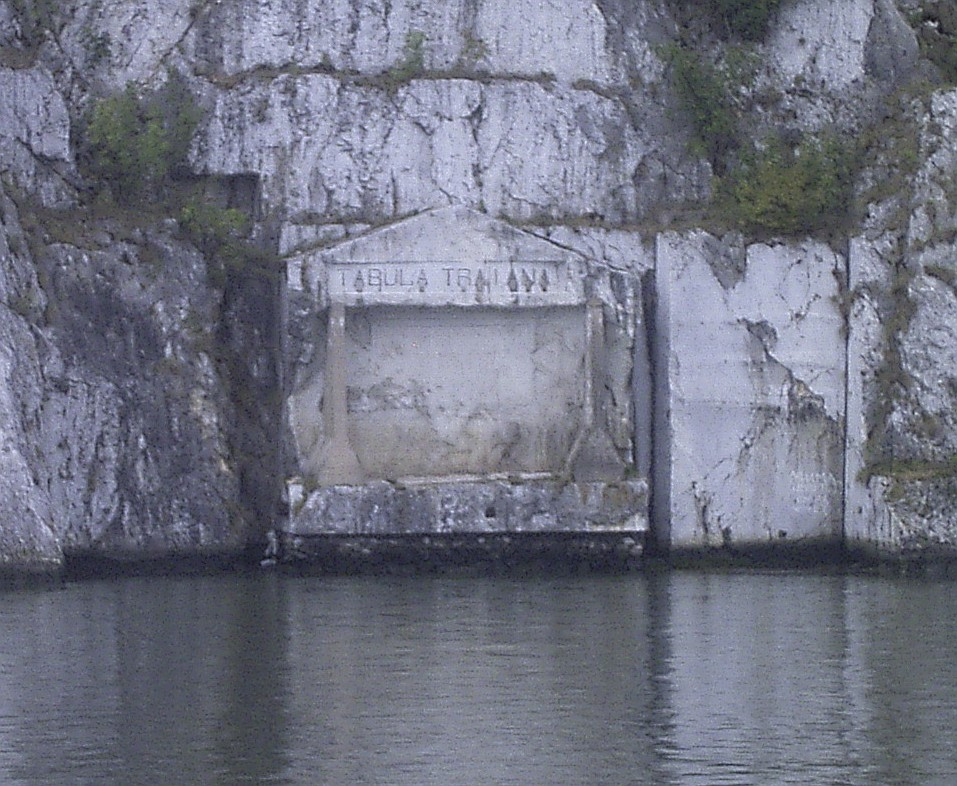
Tabula Traiana

Tabula Traiana (serb. Трајанова табла, pol. „Tablica Trajana”) – rzymska tablica z łacińskim napisem, upamiętniająca budowę drogi wzdłuż Dunaju przez cesarza Trajana (53–117), wykuta w skale Żelaznej Bramy w Serbii.

## Opis
Tabula Traiana to wykuta w skale Żelaznej Bramy prostokątna tablica z łacińskim napisem upamiętniającym ukończenie budowy drogi wzdłuż Dunaju przez cesarza Trajana (53–117) w roku 100. Oryginalny napis liczył sześć linijek – trzy zachowały się czytelnie:

IMP CAESAR DIVI NERVAE F 
NERVA TRAIANVS AUG GERM 

PONTIF MAXIMVS TRIB POT IIII

PATER PATRIAE COS III

MONTIBVS EXCISI. ANCO..BVS

SVBLATIS VIA. FECIT

Imp(erator) Caesar divi Nervae f(ilius)
Nerva Traianus Aug(ustus) Germ(anicus) 

pontif(ex) maximus trib(unicia) pot(estate) IIII

p(ater) p(atriae) co(n)s(ul) III

montibus excisi(s) anco(ni)bus

sublatis via(m) fecit

co w tłumaczeniu na język polski brzmi: „Syn boskiego Nerwy i panujący cesarz, Nerva Traianus Augustus Germanicus Pontifex Maximus, po raz czwarty dysponujący tribunicia potestas, Pater patriae i po raz trzeci konsul, pokonując góry i usuwając skały, zbudował tę drogę.”  
Tablica była bogato zdobiona, lecz nie wszystkie zdobienia zachowały się do XXI wieku. Zachowanymi elementami są: fryz z orłem i skrzydlatymi figurami; poniżej napisu, klęcząca postać, najprawdopodobniej przedstawiające bóstwo rzeki – Danubiusa, a powyżej tympanon i kasetony.   
Oryginalnie tablicę umieszczono 1,5 metra nad przebiegającą wzdłuż rzeki drogą, która została zalana po zbudowaniu, w latach 1963–1972, elektrowni wodnej Đerdap. Tabula Traiana została wycięta ze skały i przeniesiona 50 m wyżej. Tablica ma status zabytku o szczególnym znaczeniu.